# 2952 Lilliputia
2952 Lilliputia (1979 SF2) là một tiểu hành tinh vành đai chính được phát hiện ngày 22 tháng 9 năm 1979 bởi N. Chernykh ở Nauchnyj.